# Usojka
Usojka (bulgariska: Усойка) är ett distrikt i Bulgarien.   Det ligger i kommunen Obsjtina Bobosjevo och regionen Kjustendil, i den västra delen av landet, 60 km söder om huvudstaden Sofia.